# Кубагушева
Кубагушева — деревня в Кунашакском районе Челябинской области. Входит в состав Халитовского сельского поселения. 

## География
Расположена в северо-восточной части района. Расстояние до районного центра, Кунашака, 34 км.

## История
Деревня упоминается в источниках с 1772 в составе Салзаутской волости.

## Население
| 2002 | 2010 |
| ---- | ---- |
| 357  | ↘339 |

(в 1970 — 539, в 1995 — 414)

## Улицы
- Береговая улица
- Улица Галлямова
- Комсомольская улица
- Новая улица
- Степная улица